# 1re brigade des commandos
La 1re brigade des commandos est un groupe rebelle de la guerre civile syrienne.

## Histoire
La 1re brigade des commandos est fondée en avril 2017, d'une scission du Liwa Sultan Mehmed Fatih. Le groupe est affilié à l'Armée syrienne libre, il est principalement composé de Turkmènes de Syrie et est actif dans le nord du gouvernorat d'Alep. En 2018, il prend part à la bataille d'Afrine.